# Muritaia suba
Muritaia suba är en spindelart som beskrevs av Forster och Wilton 1973. Muritaia suba ingår i släktet Muritaia och familjen mörkerspindlar. Inga underarter finns listade i Catalogue of Life.